# كيث أرمسترونغ (أكاديمي)
كيث أرمسترونغ (بالإنجليزية: Keith Armstrong)‏ هو أكاديمي بريطاني، ولد في 25 يونيو 1946.